# Arcangelisia gusanlung
Arcangelisia gusanlung är en tvåhjärtbladig växtart som beskrevs av Hsien Shui Lo. Arcangelisia gusanlung ingår i släktet Arcangelisia och familjen Menispermaceae. Inga underarter finns listade i Catalogue of Life.